# Bermuda ai Giochi della XXXI Olimpiade
Bermuda ha partecipato ai Giochi della XXXI Olimpiade, che si sono svolti a Rio de Janeiro, Brasile, dal 5 al 21 agosto 2016, con una delegazione di nove atleti impegnati in cinque discipline. Portabandiera alla cerimonia di apertura è stato il lunghista Tyrone Smith, alla sua terza Olimpiade.
Si è trattato della diciottesima partecipazione di questo paese ai Giochi. Non sono state conquistate medaglie.

## Risultati

### Nuoto
| Atleta          | Evento     | Batterie | Batterie   | Semifinali      | Semifinali      | Finale          | Finale          |
| Atleta          | Evento     | Tempo    | Classifica | Tempo           | Classifica      | Tempo           | Classifica      |
| --------------- | ---------- | -------- | ---------- | --------------- | --------------- | --------------- | --------------- |
| Julian Fletcher | 100 m rana | 1:02"73  | 40ª        | non qualificato | non qualificato | non qualificato | non qualificato |